# Ким Лигет
Ким Лигет (на английски: Kim Liggett) е американска писателка на произведения в жанра хорър, трилър и фентъзи.

## Биография и творчество
Ким Лигет е родена на 23 декември 1970 г. в Средния Запад на САЩ. На шестнадесет години напуска провинциалния си град и отива в Ню Йорк, за да преследва музикална и актьорска кариера. Следва в Американската академия за драматични изкуства и пее като дубльор на някои от най-големите рок групи през 80-те години. След като се установява, се омъжва за джаз музиканта Кен Пепловски, с когото имат две дъщери. Живеят в Горен Уест Сайд на Манхатън повече от 20 години. Става предприемач, създавайки програма за детско изкуство и туристическа компания, специализирана в турнета за музиканти. Започва да пише, когато навършва 42 години.
Първият ѝ роман „Кръв и сол“ от едноименната фентъзи поредица е издаден през 2015 г. Младата Аш търси майка си, която е заминала в духовна комуна в Куивара, Канзас, където се среща с истории на несподелена любов, убийства, алхимия и безсмъртие. Но комуната се подготвя за столетна церемония, тя се влюбва в мистериозния Дейн, но и трябва да открие истината за Куивара, преди да е станало твърде късно.
През 2019 г. е издаден фентъзи хорър романът ѝ „Страстната година“. В историята Тиърни Джеймс живее в окръг Гарнър, където момичетата, когато навършат 16 години, биват изпращани в изгнание, в което не всички оцеляват. Тя бързо осъзнава, че в изпитанието има много повече от страха от бракониерите в гората и жестокостта, а и нещо в тях самите. Романът става бестселър в списъка на „Ню Йорк Таймс“ и е предвиден за екранизация от „Юнивърсъл Студиос“ и Елизабет Банкс.
Ким Лигет живее със семейството си в Лос Анджелис.

## Произведения

### Самостоятелни романи
- The Last Harvest (2017) – награда „Брам Стокър“[1][2][3]
- The Unfortunates (2018)
- The Grace Year (2019)
Страстната година, изд.: „Егмонт България“, София (2021), прев. Йоана Гацова

### Поредица „Кръв и сол“ (Blood and Salt)
1. Blood and Salt (2015)[1][2]
2. Heart of Ash (2018)

### Екранизации
- ?? The Grace Year